# 銀河2号 (ロケット)
銀河2号（ぎんがにごう、朝鮮語: 은하 이호、朝鮮語の読み仮名: ウナ - イホ）は朝鮮民主主義人民共和国で開発・製造されたロケット。

## 名称
銀河2号の打ち上げ前から北朝鮮国外では「テポドン2号」「テポドン2号改」などの名称で呼ばれていたが、2009年4月7日に北朝鮮が世界に公開した映像で、本機は西側諸国のマスコミの想像図で描かれていた兵器色の強いオリーブドラブの機体とは異なった白色の機体であると判明した。しかしグローバルセキュリティーは、このロケットを「テポドン2B」表記で「銀河2号」と併記しており、日本の防衛省や主要メディアもテポドン2号、若しくはその派生・改良型の弾道ミサイルに分類している。

## 機体
機体構造は、2006年に発射された白頭山1号（西側名: テポドン1号）やそれ以前のロケット・弾道ミサイルから大きく変更されている。
第1段と第2段を繋ぐトラス構造や、大気圏内を飛行するための第1段ブースターの大型の安定翼が廃止されたほか、第1段に白頭山1号の第1段エンジンを4つ使用するなど大型化が図られ、米仏などの最初期のロケットによく見られた「大小の単段式ミサイルや観測ロケットを改造して積み重ね、その上にペイロードを載せた」だけの設計から、初めから一体の多段式とした設計への高度化が見られる。
姿勢制御はノズルを直接可動させるジンバル式よりも、整流板を用いた簡便なベーン式である可能性が高いと推定されている。
機体構成は「第1段のみ液体燃料で第2、3段は固体燃料」または「第1、2段が液体燃料で第3段のみ固体燃料」という2つの説が有力視されていたが、若干の改良を行った後継機である銀河3号の初打ち上げに先立つ外国メディアへの公開によって、銀河2号時点でも存在していた第2段及び第3段側面の突起部がアレッジモーターであることが確認され、「第1，2，3段の全てが液体燃料」であることが明らかになった。なお後継の銀河3号の1段目エンジンについては、海上に落下したエンジンや燃料タンクの残骸から、推力27トン級のノドンのエンジンを4基クラスター化したもので、燃料はケロシンに炭化水素系化合物を添加したもの、酸化剤は赤煙硝酸と判明しており、この結果から銀河2号の機体構成も類推することができる。

## 発射実績
2009年4月5日に同国咸鏡北道花台郡舞水端里にある射場「東海衛星発射場」から発射された。北朝鮮が開発・製造するロケットは、北朝鮮の弾道ミサイル・核開発計画と表裏一体の存在であると国際社会から看做されている事から、国際連合安全保障理事会決議1718と決議1874で発射しないよう強く要求されており、発射後に安保理において過去の国連安保理決議違反として発射を非難する議長声明が出された。